# Zdzisław Zarzycki
Zdzisław Zarzycki – polski prawnik, doktor habilitowany nauk prawnych, historyk prawa i specjalista prawa wyznaniowego, nauczyciel akademicki Wydziału Prawa i Administracji Uniwersytetu Jagiellońskiego (UJ).

## Wykształcenie i kariera naukowa
W 1994 ukończył studia prawnicze na Wydziale Prawa i Administracji UJ. W 1999 uzyskał tam na podstawie rozprawy pt. Sądownictwo w dobrach klasztoru koprzywnickiego do końca XVI wieku przygotowanej pod kierunkiem prof. Ludwika Łysiaka stopień naukowy doktora nauk prawnych. W 2012 na podstawie dorobku naukowego oraz rozprawy pt. Rozwód w świetle akt Sądu Okręgowego w Krakowie w latach 1918–1945. Studium historyczno-prawne otrzymał na macierzystym wydziale stopień naukowy doktora habilitowanego nauk prawnych Został adiunktem na tym wydziale. 1 października 2017 został kierownikiem Zakładu Prawa Kościelnego i Wyznaniowego Uniwersytetu Jagiellońskiego.
Odbył aplikację sędziowską i w 1997 zdał egzamin sędziowski. Został członkiem Samorządowego Kolegium Odwoławczego w Krakowie.

## Członkostwo w stowarzyszeniach naukowych
W 2008 był członkiem założycielem Polskiego Towarzystwa Prawa Wyznaniowego i członkiem jego zarządu I kadencji (2008–2012).

## Publikacje
- Depozyt nieprawidłowy = Depositum irregulare, Kraków 2014.
- Historia prawa wyznaniowego. Wybór tekstów źródłowych, Kraków 2004.
- Prawo wyznaniowe. Zbiór przepisów, Kraków 2003.
- Rozwód w świetle akt Sądu Okręgowego w Krakowie w latach 1918–1945. Studium historyczno-prawne, Kraków 2010.
- Użyczenie. Commodatum, wygodzenie, Kraków 2004.